# Maren Schentuleit
Maren Schentuleit (* 1974) ist eine deutsche Ägyptologin.

## Leben
Maren Schentuleit machte ihr Abitur am Rivius-Gymnasium in Attendorn. Im Alter von 16 Jahren reiste sie erstmals nach Ägypten. Sie studierte von 1993 bis 2000 Ägyptologie, Papyrologie und Germanistik in Trier, wo sie 2000 den Titel Magistra artium (sehr gut mit Auszeichnung) mit der Magisterarbeit „Übersetzt nach bestem Vermögen“. Eine Untersuchung zur Zweisprachigkeit anhand des Papyrus P.London II 262, S. 176: ein Hausverkauf erwarb, und 1996/1997 mit einem Stipendium des Erasmus-/Sokrates-Programms an der Katholieke Universiteit Leuven. Von 2000 bis 2004 war sie wissenschaftliche Mitarbeiterin des DFG-Projekts Soknopaiu Nesos nach den demotischen Quellen römischer Zeit in Würzburg. In der Papyrussammlung des Carsten Niebuhr Instituts der Universität Kopenhagen forschte sie 2003 als DAAD-Kurzzeitstipendiatin für Doktoranden. Nach der Promotion (Aus der Buchhaltung des Weinmagazins im Edfu-Tempel. Kommentierte Textedition des demotischen P. Carlsberg 409) 2004 an der Julius-Maximilians-Universität Würzburg (summa cum laude) war sie 2004 bis 2008 wissenschaftliche Mitarbeiterin am Seminar für Ägyptologie und Koptologie der Georg-August-Universität Göttingen. Bis Oktober 2018 war sie wissenschaftliche Mitarbeiterin am Ägyptologischen Institut der Ruprecht-Karls-Universität Heidelberg. Von November 2018 bis August 2019 war sie wissenschaftliche Mitarbeiterin beim ANR-/DFG-Projekt DimeData am Lehrstuhl für Ägyptologie der Universität Würzburg. Seit September 2019 ist sie Associate Professor of Egyptology and Coptic Studies an der University of Oxford und Lady Wallis Budge Fellow am University College. Von April 2012 bis Februar 2014 war sie Habilitationsstipendiatin des Olympia-Morata-Programms der Universität Heidelberg (Arbeitstitel der Habilitationsschrift Herischef – Metamorphosen eines Gottes (3000 v. Chr. – 2. Jhd. n. Chr)). Von April 2014 bis Februar 2015 war sie Habilitationsstipendiatin aus Mitteln des Gottfried Wilhelm Leibniz-Preises von Joachim Friedrich Quack. Das am 21. Oktober 2015 eröffnete Habilitationsverfahren in Heidelberg wurde am 29. Juni 2016 mit Erteilung der Lehrberechtigung für Ägyptologie abgeschlossen.
Ihre Forschungsinteressen sind demotische dokumentarische Texte, Zweisprachigkeit im griechisch-römischen Ägypten, Sozial- und Wirtschaftsgeschichte und Relationen zwischen Politik und Religion.
Schentuleit ist dreifache Mutter und seit April 2015 wieder verheiratet.

## Schriften (Auswahl)
- als Herausgeberin mit Sandra Luisa Lippert: Tebtynis und Soknopaiu Nesos – Leben im römerzeitlichen Fajum. Akten des internationalen Symposions vom 11.–13. Dezember 2003 in Sommerhausen. Harrassowitz, Wiesbaden 2005, ISBN 3-447-05141-8.
- Aus der Buchhaltung des Weinmagazins im Edfu-Tempel. Kommentierte Textedition des demotischen P.Carlsberg 409 (= CNI publications. Band 32) (= The Carlsberg Papyri. Band 9). Museum Tusculanum Press, Kopenhagen 2006, ISBN 87-635-0344-1 (zugleich Dissertation, Würzburg 2004).
- mit Sandra Luisa Lippert: Demotische Dokumente aus Dime I. Ostraka. Harrassowitz, Wiesbaden 2006, ISBN 3-447-05350-X.
- mit Sandra Luisa Lippert: Demotische Dokumente aus Dime II. Quittungen. Harrassowitz, Wiesbaden 2006, ISBN 3-447-05351-8.
- als Herausgeberin mit Sandra Luisa Lippert: Graeco-Roman Fayum – Texts and Archaeology. Proceedings of the Third International Fayum Symposion, Freudenstadt, May 29 – June 1, 2007. Harrassowitz, Wiesbaden 2008, ISBN 978-3-447-05782-0.
- als Herausgeberin mit Günter Vittmann: „Du hast mein Herz zufriedengestellt …“. Ptolemäische demotische Verkaufsurkunden aus Soknopaiu Nesos (= Corpus papyrorum Raineri. Band 29). de Gruyter, Berlin/New York 2009, ISBN 978-3-11-020741-5.
- als Herausgeberin mit Raimar Eberhard, Stefan Pfeiffer und Holger Kockelmann: „...vor dem Papyrus sind alle gleich!“ Papyrologische Beiträge zu Ehren von Bärbel Kramer (= Archiv für Papyrusforschung. Beiheft 27). de Gruyter, Berlin/New York 2009, ISBN 978-3-11-020645-6.
- mit Sandra Luisa Lippert: Demotische Dokumente aus Dime III. Urkunden. Harrassowitz, Wiesbaden 2010, ISBN 978-3-447-06241-1.
- als Herausgeberin mit Diamantis Panagiotopoulos: Macht und Ohnmacht. Religiöse, soziale und ökonomische Spannungsfelder in frühen Gesellschaften. Beiträge des Doktorandenkolloquiums des Zentrums für Altertumswissenschaften (= Philippika. Band 75). Harrassowitz, Wiesbaden 2014, ISBN 978-3-447-10269-8.
- als Herausgeberin mit Sandra Luisa Lippert und Martin Andreas Stadler: Sapientia Felicitas. Festschrift für Günter Vittmann zum 29. Februar 2016 (= CENiM. Band 14). Équipe „Égypte nilotique et méditerranéenne“, Montpellier 2016, OCLC 964395795.